# Quodlibet

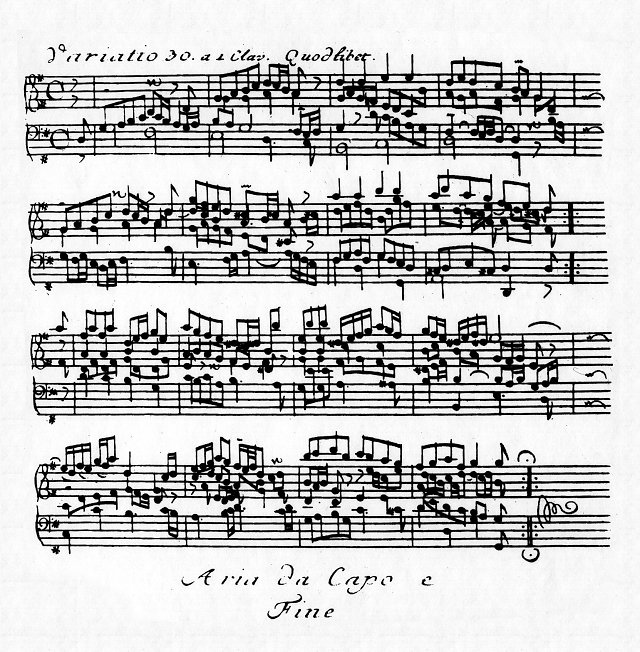
Quodlibet der Goldberg-Variationen von J.S. Bach im Erstdruck

Ein Quodlibet (lat. ‚wie es beliebt‘) ist ein – meist scherzhaftes – Musikstück, in dem ursprünglich voneinander unabhängige Melodien zu einem gemeinsamen Tonsatz kombiniert werden. Im Gegensatz zu Potpourri und Medley werden die Quellmelodien nicht aneinandergereiht, sondern erklingen gleichzeitig. Daher ist das Quodlibet eine polyphone und oft kontrapunktische Form.
Speziell in der Alt-Wiener Volkskomödie ist das Quodlibet eine szenische Liedform, bei der klassische Musikelemente mit einfachen, oft banalen Melodien kontrastiert und vermischt werden (→ Hauptartikel: Quodlibet (Alt-Wiener Volkstheater)).

## Entwicklung und Beispiele

### Ursprünge
Die ersten mehrstimmigen Vokalkompositionen, die mit absichtlich unzusammenhängender Aneinanderreihung von Text- und Melodiebruchstücken spaßhafte Wirkung hervorbringen wollten, datieren aus dem Jahr 1544 („Guter, selzamer, und künstlicher teutscher Gesang, sonderlich ettliche künstliche Quodlibet“). Die Satztechnik des Quodlibet ist jedoch älter, wie der Codex Montpellier (14. Jahrhundert) mit diversen quodlibetartigen Werken belegt. Auch manche Motetten im 13. Jahrhundert weisen quodlibetartige Elemente auf, da in ihnen verschiedene präexistente Melodien kombiniert werden.
Im Glogauer Liederbuch sind drei Quodlibets über O rosa bella von John Dunstable (1390–1453) überliefert, wobei der originale Cantus beibehalten und im Tenor mit Anfängen verschiedener deutscher Volkslieder kontrapunktiert wird. Im ersten Quodlibet werden nicht weniger als 22 Liebeslieder zitiert.

### Renaissance
Als unterhaltsame Singform war das Quodlibet in Renaissance und Barock sehr beliebt. Erstmals wurde sie von Wolfgang Schmeltzl (ca. 1505–1564) als Quodlibet bezeichnet (Da trunken sie).
In Frankreich und Spanien entwickelten sich in der Renaissance eigenständige Formen des Quodlibets: Fricassée und Ensalada.

### Barock und Klassik
Auch Johann Sebastian Bach komponierte einige Quodlibets, z. B. BWV 524 zur Hochzeitsfeier von Johann Friedrich oder die Variatio 30 der Goldberg-Variationen. In der Familie Bach sollen bei Zusammenkünften Quodlibets auch improvisiert worden sein.
Mozart schrieb 1766 ein Galimathias Musicum (franz. Galimathias‚ sinnloses Geschwätz, Unsinn) betiteltes Quodlibet mit 18 Nummern für Orchester (KV 32), worin er bekannte Lieder seiner Zeit nach Art der damals verbreiteten Suitenpraxis zusammenstellte und zudem mit Fugentechniken experimentierte. Er verwendet in der Schlussfuge des Stückes die Melodie des niederländischen Liedes Willem van Nassau als Thema. Anlass war die Installation des Prinzen Wilhelm V. von Oranien im März in Den Haag, bei der die Familie Mozart anwesend war.

### Romantik
Carl Maria von Weber schrieb ein Quodlibet für 2 Singstimmen und Klavier (op. 54 Nr. 2, 1817) So geht es in Schnützelputz-Häusel und ein ihm zugeschriebenes Quodlibet als Schauspielmusik für Das österreichische Feldlager von Heinrich Schmidt (nach Friedrich Schiller) zur Feier des Sieges in der Schlacht bei Leipzig 1813.
Im Biedermeier wurde das Quodlibet von den Komponisten der Alt-Wiener Volkskomödie aufgegriffen und vor allem in den Stücken Johann Nestroys als szenische Liedfolge adaptiert (siehe Quodlibet (Alt-Wiener Volkstheater)).
Albert Lortzing schrieb Quodlibets zu L. Breitensteins Der Kapellmeister von Venedig, Karl Haffners Zauberposse Der verkaufte Schlaf (1844) sowie Johann Nestroys Einen Jux will er sich machen (Freunde, kommt zu Tische, 1842).
Von Richard Wagners Oper Rienzi gibt es ein Quodlibet im Arrangement von Josef Schantl.

### Moderne
Von Kurt Weill gibt es ein Quodlibet op. 9, eine Suite für Orchester aus der Pantomime Zaubernacht op. 4 (1923).
Von John Cage gibt es im String Quartet in four parts ein Quodlibet aus dem Jahr 1950.
Im Spielfilm Casablanca erklingen in einer dramatischen Szene einige Takte des Liedes Die Wacht am Rhein und der Anfang der Marseillaise als Quodlibet.